# 中国人民解放军海军舰艇列表
本列表收录了中国人民解放军海军现役、已退役以及规划建造的舰艇，中国人民解放军海军拥有总数量位居世界第一的庞大舰队。

## 分类、舷号与命名

### 舰艇分类
| 作战舰艇： - 一级：航空母舰、两栖攻击舰、战列舰、巡洋舰、核潜艇 - 二级：驱逐舰、护卫舰、潜艇、大型登陆舰 - 三级：大型导弹艇、反潜艇、扫雷艇、中型登陆舰 - 四级：小型导弹艇、鱼雷艇、炮艇、小型扫雷艇 - 五级：登陆艇 | 辅助与支援舰船： - 一级：一万吨以上 - 二级：一万吨以下，一千吨以上 - 三级、四级、五级：一千吨以下 |

### 舷号

#### 建国初各行其是
海军成立时没有统一授予舰艇舷号。由各部队自行编排。
- 华东军区海军的护卫舰舷号编为6**→8**；
- 中南军区海军的护卫舰为3-1**；
- 青岛水警区的为5**；
- 旅顺水警区的按舰名编号。

#### 1961年版舷号规则
1961年7月30日海军通知所有海军舰艇船只均统一授予舷号。海军三级以上舰艇的舷号改由海军统一编排授予三位数数字代码：
- 1XX：潜艇、鱼雷艇
- 2XX：驱护舰、反潜艇
- 3XX：扫雷舰、登陆舰
- 5XX：护卫艇

1974年1月西沙海战都是这种舷号规则。

#### 1974年版舷号规则
1974年10月海军统一调整舷号规则沿用至今。
1978年11月18日公布《海军舰艇命名条例》，中国人民解放军海军舰船在入役时会按照既定规则涂刷舷号，但取消舰名。1986年7月8日修订《海军舰艇命名条例》，既使用舷号也使用舰名。
舷号按照舰艇分类予以分配：
- 1X为航空母舰
- 3X为两栖攻击舰
- 8X为训练舰
- 1XX为驱逐舰
- 2XX、3XX为常规潜艇
- 4XX为核潜艇
- 5XX、6XX为护卫舰
- 7XX为护卫艇等
- 8XX为扫雷舰、补给舰等
- 9XX为登陆舰等

### 命名

#### 1986年版命名规则
1986年7月8日修订《海军舰艇命名条例》，既使用舷号也使用舰名。并规定，一级舰由总参谋部命名，二级舰及以下级别的舰艇由海军命名：
- 航空母舰、两栖攻击舰、战列舰、巡洋舰：以省、自治区或直辖市命名。如：“辽宁”号航空母舰
- 驱逐舰：以“大、中城市”命名，如：“沈阳”号驱逐舰
- 护卫舰：以“中、小城市”命名，如：“东莞”号护卫舰
- 综合补给舰：以“湖”命名，如：“千岛湖”号补给舰
- 弹道导弹核潜艇：以“长征”加序号命名，如“长征”6号
- 攻击型核潜艇：以“长征”加序号命名，如：“长征”4号
- 常规导弹潜艇：以“远征”加序号命名，如：“远征”23号
- 常规鱼雷潜艇：以“长城”加序号命名，如：“长城”18号
- 扫雷舰：以“州”或“县”命名，如“霍邱”号扫雷舰
- 护卫艇：以“县”命名，如“番禺”号护卫艇
- 船坞登陆舰、坦克登陆舰：以“山”命名，如：“井冈山”号登陆舰
- 步兵登陆舰：以“河”命名，如：“黄河”号登陆舰
- 电子侦察船：以“星”命名，如：“天狼星”号电子侦查船
- 训练舰、武器试验舰：以人名命名，如：“郑和”号远洋综合训练舰

此外，亦有大量辅助舰船不采用此套舷号命名规则，而是以所在海区和性质的名称（如：“南运”、“东拖”、“北油”、“东标”等），再加序号命名，并与舷号类似，直接涂刷于舰体。

#### 2021年版命名规则
2022年6月，中国人民解放军海军政治工作部公布了2021年版舰艇命名规则：
水面战斗舰艇
- 航空母舰、两栖攻击舰以省级行政区划名命名。例如：海军辽宁舰、海军海南舰。
- 驱逐舰以省会城市、副省级城市、较大的市以及党史军史有重要意义的地级行政区划名命名。例如：海军南昌舰、海军拉萨舰、海军厦门舰。
- 护卫舰以地级行政区划以及党史军史有重要意义的县级行政区划名命名。例如：海军舟山舰、海军百色舰。
- 猎潜艇、导弹护卫艇、导弹艇、猎（扫）雷艇、扫（布）雷舰以县级行政区划名命名。例如：海军绥中艇、海军浏阳舰。
- 登陆舰、两栖船坞运输舰等以山的名称命名。例如：海军昆仑山舰、海军太行山舰。
- 护卫艇、登陆艇的艇名与舷号合一。其舷号按照东、南、北三个方向划分。

辅助舰船
- 二级舰艇（含）以上电子侦察船以天文星（星座）名称命名。例如：海军天王星舰。
- 二级舰艇（含）以上水声监听船以河流名称命名。
- 二级舰艇（含）以上远洋打捞救生船、援潜救生船、修理船、半潜船、综合补给舰等以湖泊名称命名。例如：海军微山湖舰、海军镜泊湖舰。
- 二级舰艇（含）以上海洋测量船、综合试验舰和深潜母船以我国已故科学家名命名：海军竺可桢舰、海军李四光舰。
- 二级舰艇（含）以上训练舰以我国著名航海家、民族英雄名以及象征寓意的名词或短语等命名。例如：海军郑和舰、海军戚继光舰。
- 二级舰艇（含）以上医院船以象征寓意的名词或短语等命名。例如：海军“和平方舟”号医院船。

## 现役舰艇列表
该列表为现役作战舰艇列表，已退役舰艇、已下水、建造规划中舰艇及其他辅助舰艇请參考其他列表。

## 大中型战斗舰艇列表
本段落列出中国人民解放军海军现役、已退役、已下水及建造规划中的水面舰艇主力，包括航空母舰，驱逐舰，护卫舰，

### 航空母舰
航空母舰属于中国人民解放军海军一级战斗舰艇。

### 巡洋舰
除起义的重庆号巡洋舰外，中国人民解放军海军未建造或外购过任何巡洋舰。

### 驱逐舰
驱逐舰属于中国人民解放军海军二级战斗舰艇，本段落列出中国海军现役、已退役及待役中的驱逐舰，将依据公开媒体报道核实舷号及舰名，表中各阶段日期及状态仅供参考。
根据《海军舰艇命名条例》，中国海军驱逐舰舷号为1XX，以“大、中城市”命名。

### 护卫舰
护卫舰属于中国人民解放军海军二级战斗舰艇，本段落列出中国海军现役、已退役及建造规划中的护卫舰，将依据公开媒体报道核实舷号及舰名，表中各阶段日期及状态仅供参考。
根据《海军舰艇命名条例》，中国海军护卫舰舷号为5XX和6XX，以“中、小城市”命名。另外，早期护卫舰曾使用2XX舷号，列表内舷号为改正后的舷号或退役前最终舷号（斜体表示以区分）。

## 小型战斗舰艇列表
中国人民解放军海军小型战斗舰艇，包括导弹艇、猎潜艇、鱼雷艇，以及扫雷布雷舰艇，属于中国人民解放军海军三级或四级战斗舰艇，本段落列出中国海军现役、已退役及建造规划中的小型战斗舰艇，将依据公开媒体报道核实舷号及舰名，表中各阶段日期及状态仅供参考。
根据《海军舰艇命名条例》，中国海军护卫艇舷号为6XX、7XX，以“县”命名，扫雷布雷舰艇为8XX，早期以“州”命名，后改为以“县”命名。

## 两栖舰艇列表
中国人民解放军海军两栖舰艇，包括兩棲攻擊艦、船坞登陆舰、大中型登陆舰、小型登陆艇、气垫登陆艇等，本段落列出中国海军现役、已退役、已下水及建造规划中的两栖舰艇，将依据公开媒体报道核实舷号及舰名，表中各阶段日期及状态仅供参考。
根据《海军舰艇命名规定》，巡洋舰、两栖攻击舰及以上级別舰艇以行政省和直轄市命名。

### 两栖攻击舰
根据《海军舰艇命名条例》，中国海军登陆舰舷号为9XX，以“山”命名，早期部分型号曾用“河”命名，登陆艇为四位舷号，不命名。

## 潜艇列表
中国人民解放军海军潜艇，包括攻击型潜艇、攻击型核潜艇、弹道导弹核潜艇，以及实验潜艇，本段落列出中国海军现役、已退役及建造规划中的潜艇，将依据公开媒体报道核实舷号及舰名，表中各阶段日期及状态仅供参考。
根据 2002年重新修订的《海军舰艇命名条例》，中国海军常规动力潜艇（包含常规动力鱼雷潜艇和常规动力导弹潜艇）舷号为2XX、3XX，以“长城”作为前缀后加数字编号的组合方式命名，属于中国人民解放军海军二级战斗舰艇；核动力潜艇舷号为4XX，以“长征”作为前缀后加数字编号的组合方式命名，属于中国人民解放军海军一级战斗舰艇。

## 辅助支援舰船列表
中国人民解放军辅助支援舰艇，包括补给舰、医院船、打捞救生船、电子侦察船、调查船、试验船，以及训练舰等，本段落列出中国海军现役、已退役及建造规划中的辅助支援舰船，将依据公开媒体报道核实舷号及舰名，表中各阶段日期及状态仅供参考。
根据《海军舰艇命名条例》，中国海军补给舰舷号为8XX、9XX，以“湖”命名，训练舰舷号为8X，以人名命名，其他类型辅助支援舰船舷号为8XX，医院船、打捞救生船以“岛”命名，电子侦察船以“星”命名，调查船、试验船以人名命名。

### 综合补给舰
具有一定的远洋能力。

### 引用
1. ↑  韩明宇, 张恒. . 人民海军.   [2022-06-20]. （原始内容存档于2022-06-24）.
2. ↑  .   [2021-06-04]. （原始内容存档于2021-06-04）.
3. ↑  [news.shm.com.cn/2014-02/12/content_4199014.htm 记者云鹏 通讯员张扬 刘佳 李琨：“投诚起义201扫雷艇立战功 参加解放长山岛等战役”，水母网，2012年2月12日。]
4. ↑  .   [2021-06-03]. 原始内容存档于2013-10-29.
5. 1 2  .   [2021-06-03]. （原始内容存档于2021-06-03）.
6. ↑  .   [2021-06-03]. 原始内容存档于2012-03-25.
7. ↑  .   [2021-06-03]. （原始内容存档于2021-06-03）.
8. 1 2   (PDF).   [2021-06-02]. （原始内容存档 (PDF)于2021-06-03）.
9. ↑  .   [2021-06-04]. 原始内容存档于2008-09-30.
10. ↑  .   [2021-06-04]. （原始内容存档于2021-06-04）.
11. ↑  .   [2021-06-04]. （原始内容存档于2021-06-04）.
12. 1 2 3 4  .   [2021-06-04]. （原始内容存档于2017-03-13）.
13. 1 2 3  .   [2021-06-04]. （原始内容存档于2021-06-04）.
14. ↑  .   [2021-06-04]. （原始内容存档于2021-06-04）.
15. ↑  .   [2021-06-04]. （原始内容存档于2021-06-04）.